# Tarnazsadány
Tarnazsadány is een plaats (község) en gemeente in het Hongaarse comitaat Heves. Tarnazsadány telt 1327 inwoners (2002).